# Kingston Town
Kingston Town je píseň britské hudební skupiny UB40. Původní autor, od kterého byla píseň převzata je Lord Creator. V podání UB40 se poprvé objevila na albu Labour of Love II z roku 1989. V britské hitparádě 1995 UK Singles Chart se píseň dostala nejvýše na 4. místo.
Ve Francii byla píseň na prvním místě hitparády 3 týdny od 20. října do 3. listopadu 1990 a byla oceněna zlatou deskou od SNEP. Odhaduje se, že jde o 426. nejprodávanější singl všech dob ve Francii s 581 000 prodanými kopiemi.
Píseň byla také nazpívána jamajskou skupinou The Mighty Red.

## Nejvyšší umístění v hitparádách
| Hitparáda                       | Nejvyšší umístění |
| ------------------------------- | ----------------- |
| Austrálie (ARIA)                | 17                |
| Francie(SNEP)                   | 1                 |
| Irsko (IRMA)                    | 8                 |
| Německo (Media Control Charts)  | 5                 |
| Nizozemsko (Dutch Top 40)       | 1                 |
| Nový Zéland (RIANZ)             | 17                |
| Rakousko (Ö3 Austria Top 40)    | 5                 |
| Spojené království (OCC)        | 4                 |
| Švédsko (Sverigetopplistan)     | 14                |
| Švýcarsko (Schweizer Hitparade) | 8                 |